# Reema Kagti
Reema Kagti, née en 1972, est une réalisatrice et scénariste indienne qui travaille à Bollywood. 

## Biographie
Née sous le nom de Reema Kakati dans une famille assamaise, la réalisatrice utilise maintenant Kagti comme nom de famille. 
Reema Kagti fait ses débuts en tant que réalisatrice avec Honeymoon Travels Pvt. Ltd. (2007), un film acclamé par la critique. Ce film est suivi par le néo-noir Talaash (2012) et le drame sportif historique Gold (en). Elle a collaboré avec Zoya Akhtaren tant que scénariste sur plusieurs productions d'Excel Entertainment. 

## Carrière
Reema a travaillé en tant qu'assistant réalisateur avec de nombreux réalisateurs de premier plan, dont Farhan Akhtar (Dil Chahta Hai et Lakshya), Ashutosh Gowariker (Lagaan), Honey Irani (Armaan) et Mira Nair (Vanity Fair).   

### Carrière de réalisatrice
Reema fait ses débuts en tant que réalisatrice avec Honeymoon Travels Pvt. Ltd. en 2006. Son film suivant, Talaash, est un drame à suspense mettant en vedette Aamir Khan, Rani Mukherjee et Kareena Kapoor. Son film Gold (en) est un film sur la première médaille d'or olympique de l'Inde remportée après son indépendance.

## Filmographie
| Année | Film                        | Réalisatrice | Assistant réalisateur | Écrivain de l'histoire | Scénariste | Actrice |
| ----- | --------------------------- | ------------ | --------------------- | ---------------------- | ---------- | ------- |
| 2001  | Lagaan                      | Non          | Oui                   | Non                    | Non        | Non     |
| 2001  | Dil Chahta Hai              | Non          | Oui                   | Non                    | Non        | Non     |
| 2004  | Lakshya                     | Non          | Oui                   | Non                    | Non        | Non     |
| 2007  | Honeymoon Travels Pvt. Ltd. | Oui          | Non                   | Oui                    | Non        | Non     |
| 2008  | Rock On!!                   | Non          | Non                   | Non                    | Non        | Oui     |
| 2011  | Zindagi Na Milegi Dobara    | Non          | Oui                   | Oui                    | Oui        | Non     |
| 2012  | The Answer Lies Within      | Oui          | Non                   | Non                    | Oui        | Non     |
| 2013  | Bombay Talkies              | Non          | Non                   | Oui                    | Non        | Non     |
| 2015  | Dil Dhadakne Do             | Non          | Non                   | Oui                    | Oui        | Non     |
| 2018  | Gold (en)                   | Oui          | Non                   | Non                    | Non        | Non     |
| 2019  | Gully Boy                   | Non          | Non                   | Non                    | Oui        | Non     |
| 2019  | Made in Heaven              | Non          | Non                   | Non                    | Oui        | Non     |

## Récompenses et distinctions
- (en) Reema Kagti: Awards, sur l'Internet Movie Database